# Halyna Mnewska

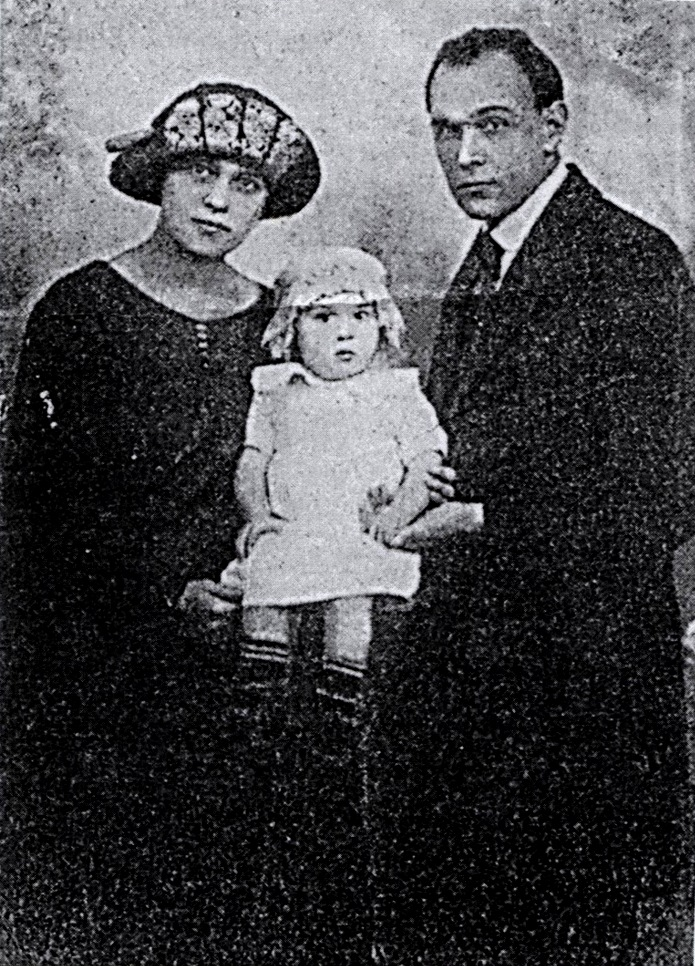
Halyna Mnewska mit Ehemann und Tochter

Halyna Iwaniwna Mnewska (ukrainisch Галина Іванівна Мневська; * 4. Novemberjul. / 16. November 1895greg. in Kalandenzi, Gouvernement Poltawa, Russisches Kaiserreich; † 21. März 1955, Holoby, Ukrainische SSR, Sowjetunion) war eine ukrainische Schauspielerin, Schriftstellerin und Übersetzerin. Sie veröffentlichte unter dem Pseudonym Halyna Orliwna und war eine Überlebende der „hingerichteten Wiedergeburt“ (Розстріляне відродження). Ihr erster Ehemann wurde während des Großen Terrors erschossen.

## Leben
Halyna Mnewska wurde im Dorf Kalandentsi, heute im Rajon Lubny, geboren. Ihre Mutter arbeitete als Lehrerin, ihr Vater als Beamter. Ihr Vater starb, als sie sechs Jahre alt war. Mnewska besuchte an den Gymnasien Lubny und Moskau sowie weiterführende Kurse in Moskau. Ihr Studium an der Olgin-Universität in Kiew brach sie im letzten Jahr aus Geldmangel ab. Mnewska arbeitete später als Schauspielerin am Kiewer Theater unter der Leitung von Jura Hnat und begann zu schreiben.
Nach der Niederschlagung des ukrainischen Freiheitskampfes ging Mnewska ins Exil im polnischen Lemberg in der Westukraine. Sie heiratete 1921 Klym Polischtschuk (1891–1937) und wurde Mutter einer Tochter. Er ist ebenfalls Schriftsteller und Flüchtling aus der Ukrainischen Volksrepublik. In Lemberg erschienen 1921 und 1922 ihre ersten Bände mit Erzählungen, weitere wurden in Prager und Wiener Zeitschriften veröffentlicht. Im Jahr 1925 zog die Familie nach Charkow in die Ukrainische SSR. Mnewska trat in die Schriftstellerorganisation „Pflug“ (плуг) ein und veröffentlichte in der Zeitschrift Roter Weg. Ihre Arbeiten werden von Kollegen gelobt, aber auch kritisiert, da sie die Kolchosbewegung als Leibeigenschaft bezeichnete.
Polischtschuk wurde im November 1929 verhaftet und am 21. Januar 1930 zu zehn Jahren Gefängnis verurteilt. Mnewska zog 1930 in das Slowo-Gebäude. Sie wurde am 20. Januar 1931 verhaftet und mit dem Vorwurf „ukrainischer Nationalismus“ zu fünf Jahren Exil verurteilt. In Aktjubinsk musste sie harte Arbeit bei der Eisenbahn leisten. Nach Ablauf der Zeit wurde ihr die Rückkehr in die Ukraine verboten, ihr Ehemann wurde am 3. November 1937 in Sandarmoch erschossen.
Mnewska wurde Lehrerin in Martuk im Gebiet Aktjubinsk. Sie heiratete Jakow Wosni aus Wolhynien, mit dem sie 21 Jahre zusammenlebte. Während des Krieges arbeitete sie hinter der Front und wurde mit den „Für heldenmütige Arbeit im Großen Vaterländischen Krieg“ und „Für heldenmütige Arbeit“ ausgezeichnet. Sie schrieb weiter, aber ihre Werke wurden nicht veröffentlicht. Erst im Alter kehrte sie in die Ukraine zurück. Halyna Mnevska starb am 21. März 1955 nach schwerer Krankheit in der Heimat ihres zweiten Mannes.